# シモン・ノラ
シモン・ノラ（Simon Nora、1921年2月21日 - 2006年3月5日）は、フランスの官僚。

## 生涯
ノラは歴史家ピエール・ノラの兄にあたり、1942年からはフランス国内におけるレジスタンス運動に身を投じ、当初はジュラ県で活動し、後にはヴェルコールのマキ (Maquis du Vercors) に加わった。
戦後、戦時中の戦闘員としての功績により、フランス国立行政学院 (ENA) に学ぶ機会を得た（1946年 – 1947年）。
1947年1月にブリサック公爵 (Duc de Brissac) ピエール・ド・コッセ・ブリサック (fr:Pierre de Cossé Brissac) の娘マリー＝ピエール・ド・コッセ＝ブリサック (Marie-Pierre de Cossé-Brissac) と結婚し、2人の子どもをもうけたが、後に離婚し、1955年5月にジョルジュ＝ピコ家 (Famille Georges-Picot) 出身のレオーヌ・ジョルジュ＝ピコ (Léone Georges-Picot) と再婚して、さらに3人の子どもをもうけた。ノラは、医師であった父ガストン・ノラ (Gaston Nora) と、母ジュリー・レマン (Julie Lehman) の間に生まれた。
ノラは、2006年5月5日に、癌によりパリで死去した。アラン・マンク (Alain Minc) はノラについて、次のように述べた。「彼にとって、行動は、反抗心の量で測られるものだった。反抗心が多すぎれば、それは行き詰まりであり、反抗心が不足していれば、それはブルジョワ的保守主義とされた。こうした観点からすると、ノラは、ひとりの人間として出来る限り自由の領域を広げる中核にいたのだ。」

## 公職歴
ENAに学んだ後、1947年に経済・財務省財務監督局 (Inspection générale des finances) に入省し、経済問題の専門家としてすぐさま頭角を現した。
1952年、議会財務委員会の委員長であったピエール・マンデス＝フランス（のち首相）に指名され、委員会の事務総長を務めた。
ジャン・ジャック・セルバン＝シュレベール (Jean-Jacques Servan-Schreiber) やフランソワーズ・ジルー (Françoise Giroud) と親しかったノラは、1953年の『レクスプレス (L'Express)』誌の創刊に参加した。経済関係のページを担当し、様々な概念を民主化の観点から捉え直す議論を展開した。
7か月間の短命に終わったマンデス＝フランス内閣においては、セルバン＝シュレベールとともに、陰の相談役のひとりとなった。首相が毎週土曜日にラジオ放送でフランスの国政について説明する番組『causeries du samedi』における首相の放送原稿の一部は、ノラが書いていた。
ノラは、1969年から1972年まで、ジャック・シャバン＝デルマス内閣の首相秘書官ないし内閣総理大臣秘書官 (Directeur de cabinet) を務め、ジャック・ドロールとともに、1969年9月に首相に提出された有名な『新しい社会 (Nouvelle Société)』報告書の執筆にあたった。
1971年には、アシェット (Hachette)・グループの最高経営責任者となり、翌1972年には週刊誌『ル・ポワン (Le Point)』の創刊に関わった。
1982年から1986年まで、ENAの院長を務め、次いで1986年に投資銀行シアーソン・リーマン・ハットン、後のリーマン・ブラザーズに入り、取締役会の監査委員会委員長となった（1987年 - 1995年）。
ノラは、クラブ・ジャン・ムーラン (Club Jean Moulin) とサン＝シモン財団 (Fondation Saint-Simon) の創設メンバーである。

### 報告書
1967年4月、ノラはジョルジュ・ポンピドゥー（当時は首相、後の大統領）に提出された公共企業に関する報告書を執筆した。このレポートは、より厳格な管理を提案した。そこでは、「公営企業には、その事業が本来もっている特性に従った使命と、[...] その使命を果たすために不可欠な自律性を再構築すべきである」と述べられていた。報告書は非公開とされたが、1968年の五月革命後に、内容の一部が広まった。
1976年、ノラはベルトラン・エヴェノ (Bertrand Eveno) とともに、住宅政策に関する報告書を執筆した。
ノラがアラン・マンクとともに執筆した、社会の情報化 (nformatisation|informatisation) に関する有名なレポート（ノラ＝マンク報告書、Rapport Nora-Minc）は、1977年12月に公表された。この報告書によって、「テレマティーク」という言葉と概念が生み出され、ミニテルのネットワークを立ち上げることが提唱された。この報告書は、書籍として出版され、成功を収めた。

### 発言
現代のENA出身者たちは、私たちの世代に劣らず、むしろ、それ以上に、優秀ですよ。変わったのは、時代精神ですね。私が官界に入ったのは、マキに入ったのと同じように、国民（ナシオン）に奉仕するためです。

官界における現下の混乱は、官界の政治化に起因するものです。官僚として身を立てようとすれば、政治的旗幟を鮮明にして、正しい勝ち馬を選ばなければなりません。政権交代が起こるたびに、新しい権力によって高級官僚の更迭が行なわれます。それにもかかわらず、ENAはこれまでも、また依然として、需要な役割を果たしている、と私は信じています。ENAは人脈を作り、異なる意見をもつ若い人々の間をつなぎ、政治を支えるスタッフの義務論的使命感を高めます。もし意思の弱い者が正しい道から外れそうになるとしても、仲間たちがそれを見ているのです。—シモン・ノラ、Simon Nora dans Alessandro Giacone, Paul Delouvrier, Cinquante ans au service de la France et de l'Europe, Paris, éditions Descartes et cie, 2004

## 栄誉
- レジオンドヌール勲章 コマンドゥール
- Croix de guerre 1939-1945

## おもな著書
- Rapport sur les entreprises publiques, La Documentation française, Paris, 1968
- L'Amélioration de l'habitat ancien, La Documentation française, Paris, 1975
- L'Informatisation de la société, avec Alain Minc, rapport au président de la République, La Documentation française, Paris, 1978. Également publié au Seuil, Paris, 1978 ISBN 2-02-004974-0
  - （アラン・マンクとの共著：輿寛次郎 監訳）フランス・情報を核とした未来社会への挑戦 : ノラ/マンク・レポート、産業能率大学出版部、1980年